# Siddhirganj
Siddhirganj, este unul dintre cele mai vechi orașe industriale din Bangladesh. Este situat pe malul râului Shitalakshya, Narayanganj. Zona industrială Siddhirganj are peste 15 mii de fabrici și unități industriale. Adamjee Jute Mills a fost înființată la Siddhirganj în 1951 și a fost cândva cea mai mare moară de iută din lume. Din 2005 până în 2016, zona de prelucrare a exporturilor Adamjee din Siddhirganj a exportat peste 2251,19 milioane de dolari în articole de îmbrăcăminte.